# 夢幻 (アルバム)
『夢幻』（原題：On the Threshold of a Dream）は、イギリスのプログレッシブ・ロック・バンド、ムーディー・ブルースが1969年に発表した4作目のスタジオ・アルバム。

## 背景
グレアム・エッジ作の「導入部」は、オリジナル・マスターでは3分を超える長さだったが、本作収録にあたりリミックスされた。マイク・ピンダー作の「ハヴ・ユー・ハード」は1969年1月18日に1つの曲として録音されたが、最終的には同じくピンダーが作曲した「航海」を挟んで2つのパートに分けられた。
レコーディングが終了すると、バンドは2月18日にBBCの番組「トップ・ギア」のためにスタジオ・ライヴ録音を行い、2月23日に放送された。また、4月2日にはBBCの「ザ・トニー・ブランドン・ショウ」のためのスタジオ・ライヴも行う。これらの音源は、2006年のリマスターSACDや2008年のリマスターCDにボーナス・トラックとして収録された。
その後ムーディー・ブルースは、本作のタイトルを元にしたレーベル「スレッショルド・レコード」を設立し、次作『子供たちの子供たちの子供たちへ』（1969年）以降の作品は同レーベルからリリースされた。

## 反響
本作はセールス的に成功を収めた。バンドは本作で初めて全英アルバムチャート1位獲得を果たし、73週チャート・インするロング・ヒットとなった。ただし、4月2日にイギリスでリリースされたシングル「今日も明日も」は全英シングルチャート入りを果たせなかった。
5月31日にはアメリカでもリリースされて、バンドにとって初となるBillboard 200でのトップ20入りを果たし、1970年10月にはRIAAによってゴールドディスクに認定されて、リリースから25年後の1994年11月にはプラチナディスクに認定された。また、1969年6月28日にはシングル「今日も明日も」がアメリカでもリリースされて、Billboard Hot 100で91位に達した。

## 収録曲
1. 導入部 "In the Beginning" (Graeme Edge) – 2:07
2. うれしき友 "Lovely to See You" (Justin Hayward) – 2:34
3. ディア・ダイアリー "Dear Diary" (Ray Thomas) – 3:56
4. センド・ミー・ノー・ワイン "Send Me No Wine" (John Lodge) – 2:21
5. 愛のくさび "To Share Our Love" (J. Lodge) – 2:53
6. 君の心に深く "So Deep Within You" (Mike Pinder) – 3:07
7. 今日も明日も "Never Comes the Day" (J. Hayward) – 4:43
8. レイジー・デイ "Lazy Day" (R. Thomas) – 2:43
9. アー・ユー・シッティング・コンフォタブリー "Are You Sitting Comfortably?" (J. Hayward, R. Thomas) – 3:30
10. 夢 "The Dream" (G. Edge) – 0:57
11. ハヴ・ユー・ハード（パート1） "Have You Heard (Part 1)" (M. Pinder) – 1:28
12. 航海 "The Voyage" (M. Pinder) – 4:10
13. ハヴ・ユー・ハード（パート2） "Have You Heard (Part 2)" (M. Pinder) – 2:36

### 2006年リマスター盤ボーナス・トラック
1. 導入部（フル・ヴァージョン） "In the Beginning (Full Version)" (G. Edge) – 3:26
2. 君の心に深く（エクステンデッド・ヴァージョン） "So Deep Within You (Extended Version)" (M. Pinder) – 3:32
3. ディア・ダイアリー（オルタネイト・ヴォーカル・ミックス） "Dear Diary (Alternate Vocal Mix)" (R. Thomas) – 4:01
4. ハヴ・ユー・ハード（オリジナル・テイク） "Have You Heard (Original Take)" (M. Pinder) – 3:51
5. 航海（オリジナル・テイク） "The Voyage (Original Take)" (M. Pinder) – 4:37
6. うれしき友（BBCライヴ） "Lovely to See You (BBC "Top Gear Session" 18 February 1969)" (J. Hayward) – 2:26
7. センド・ミー・ノー・ワイン（BBCライヴ） "Send Me No Wine (BBC "Top Gear" Session 18 February 1969)" (J. Lodge) – 2:39
8. 君の心に深く（BBCライヴ） "So Deep Within You (BBC "The Tony Brandon Show" Session 2 April 1969)" (M. Pinder) – 3:06
9. アー・ユー・シッティング・コンフォタブリー（BBCライヴ） "Are You Sitting Comfortably? (BBC "The Tony Brandon Show" Session 2 April 1969)" (J. Hayward, R. Thomas) – 3:33

## 参加ミュージシャン
- ジャスティン・ヘイワード - ボーカル、ギター
- ジョン・ロッジ - ボーカル、ベース、チェロ
- マイク・ピンダー - ボーカル、メロトロン、ピアノ、ハモンドオルガン、チェロ
- レイ・トーマス - ボーカル、フルート、ハーモニカ、タンブリン
- グレアム・エッジ - ドラムス、パーカッション、ボーカル